# 舊多羅吉區
舊多羅吉區（羅馬化：Starodorozhskiy rayon），是白俄羅斯中部明斯克州的一個區，行政中心为舊多羅吉。